# Diospyros rufogemmata
Diospyros rufogemmata är en tvåhjärtbladig växtart som beskrevs av Paul Lecomte. Diospyros rufogemmata ingår i släktet Diospyros och familjen Ebenaceae. Inga underarter finns listade i Catalogue of Life.